# Albert (cómic)
Albert es un personaje ficticio que aparece en los cómics estadounidenses publicados por Marvel Comics. El personaje generalmente se representa como un aliado de Wolverine y es un autómata inteligente o un androide. 
La versión de Albert como X-24 interpretado por Hugh Jackman aparece en la película Logan de 2017.

## Historial de publicaciones
Albert, creado por Larry Hama y Marc Silvestri, apareció por primera vez en Wolverine vol. 2 # 37 (suspendido en un tanque de líquido) y apareció oficialmente en Wolverine vol. 2 # 38.

## Biografía ficticia
Albert es un robot doble de Wolverine que fue creado junto con su contraparte Elsie-Dee por Donald Pierce. Estos androides fueron diseñados para matar a Wolverine. El doble debía actuar como cebo y Elsie-Dee (que aparentemente parece ser una niña de 5 años) debía atrapar a Wolverine en un edificio en llamas, donde Elsie-Dee detonaría con la fuerza suficiente para matar. Inicialmente, Albert tenía un cerebro artificial primitivo con funciones lógicas superiores limitadas y sin emociones, y no se le conocía con un nombre sino como "tonto". El plan de Pierce para matar a Wolverine fracasó porque Bonebreaker, uno de los Reavers, accidentalmente le dio a Elsie-Dee la máxima inteligencia artificial de la que era capaz uno de los autómatas de Pierce. Como resultado, Elsie-Dee finalmente encontró una manera de desactivar la secuencia de detonación y mejoró la inteligencia primitiva de su contraparte, dándole una inteligencia más allá incluso de la de Elsie-Dee. Fue en este punto que Elsie-Dee lo nombró Albert en honor a Albert Einstein. Habiendo conocido a Wolverine, él y Elsie-Dee decidieron que era una persona noble y que no merecía morir y, en consecuencia, abandonaron su misión. Como Albert todavía no era lo suficientemente fuerte como para derrotar a Wolverine, él y Elsie-Dee continuaron llevando a cabo su misión. Mientras Elsie-Dee salvó a Wolverine mientras estaban en un edificio en llamas, Albert fue a una tienda de electrónica y pirateó las supercomputadoras de la NASA para encontrar una manera de descifrar la programación de Donald Pierce. Después de analizar los números y enviárselos a Elsie-Dee, la policía le dispara a Albert por allanar la tienda de electrónica. Albert se reconstruyó en el casillero de pruebas de la policía y robó un bombardero furtivo. Luego se volvió a conectar con Elsie-Dee.
Los dos robots arriesgaron sus vidas artificiales varias veces el uno por el otro y por Wolverine. En algún momento, viajaron en el tiempo y tuvieron varias aventuras, incluso formando equipo con Bloodscream (un antiguo enemigo de Wolverine). Albert gana un papel de liderazgo en una tribu indígena local.
Durante la historia de "Hunt for Wolverine", Albert fue mencionado en la discusión de Daredevil con Nur como uno de los Wolverines que no estaban buscando. En Saskatchewan, alguien que se parece a Wolverine masacra a los guardabosques y a las personas heridas en el puesto avanzado de guardabosques Nueve en el parque provincial de Meadowlake. Cuando Daredevil, Misty Knight, Nur y Cypher llegan para investigar el avistamiento, Cypher es atacado por un personaje parecido a Wolverine. Daredevil se enfrenta al personaje en la parte superior del Skycharger de la Fuerza de Seguridad de Attilan, y descubre que es Albert mientras Daredevil recuerda su historia. Durante la pelea con Albert, se le pregunta a Daredevil qué hizo con Elsie-Dee. Se necesitaron las armas de Misty Knight, Nur y Cypher para desactivar a Albert. Los cuatro dejaron una pista anónima para las autoridades canadienses sobre dónde encontrarlo.
Durante el evento "Iron Man 2020", Albert aparece más tarde como miembro del Ejército de I.A. Después de que Mark One se estrella contra el suelo, Albert se encuentra entre los robots y la I.A. que están sorprendidos por lo que sucedió. Durante la revolución de los robots, Albert llegó a Madripoor en busca de Elsie-Dee. Después de conocer a Tyger Tiger, Albert fue enviado a la compañía Reavers Universal Robotics de Donald Pierce, donde se enfrentó a Donald Pierce. Después de que Albert somete a los Reavers, Donald dice que le vendió la cabeza de Elsie-Dee al jefe de la yakuza, Kimura, los brazos a la Tríada del Dragón de Jade y las piernas a la Mafia de Vladivostok. Después de obtener las partes de ellos, Albert vuelve a armar a Elsie-Dee. A la luz de las acciones de Albert hacia ellos, los Reavers, Kimura, la Tríada del Dragón de Jade y la Mafia de Vladivostok toman medidas contra Albert y prometen que nunca saldrá vivo de Madripoor. En el centro de Madripoor, Donald Pierce y los Reavers viajan por las calles vacías mientras afirman que Albert y Elsie-Dee tendrán que atravesar el territorio de la mafia de Vladivostok antes de poder enfrentarse a ellos. Albert y Elsie-Dee se involucran con la mafia de Vladivostok donde matan a algunos miembros. Albert y Elsie-Dee luego entran en el territorio de la Tríada del Dragón de Jade y luchan contra sus miembros. En el tramo J-Town de High Street, los hombres de Kimura se preparan para la llegada de Albert y Elsie-Dee cuando Kimura le informa a Sachinko que no pueden dejar que Elsie-Dee camine con la información de los libros de cuentas en su cabeza. Cuando Albert y Elsie-Dee se acercan, los hombres de Kimura abren fuego mientras atraviesan la barricada. Kimura detiene el ataque e informa a Albert y Elsie-Dee sobre lo que Donald Pierce ha planeado para él en el aeropuerto Madripoor. Como Kimura ' La limusina engaña a los Reavers haciéndoles pensar que Albert y Elsie-Dee la secuestraron y dispararon el cañón de riel, Kimura saca a Albert y Elsie-Dee de Madripoor en una caja alegando que está llena de piezas de máquinas tragamonedas con destino a Macao. Elsie-Dee le dice a Albert que lo mejorarán. Albert y Elsie-Dee fueron vistos con el Ejército de I.A. atacando los tentáculos de la Entidad de Extinción. Resulta que la Entidad de extinción era solo una simulación y era el resultado de la enfermedad de la que Arno Stark pensó que se había curado.

## Poderes y habilidades
Albert era sobrehumanamente fuerte, podía interactuar directamente con las computadoras y tenía un intelecto mayor que su diseñador Donald Pierce. Albert tenía tres garras retráctiles en cada mano, al igual que Wolverine (pero no adamantium). Albert no solo tenía un conocimiento tecnológico siglos más allá de la ciencia convencional (en la que fue capaz de hacer un progreso significativo), sino también un recuerdo fotográfico perfecto y un conocimiento profuso de incluso las facetas más oscuras de la historia. Albert reforzó su construcción con una armadura a prueba de balas y robó un caza furtivo, que él y Elsie-Dee aún pueden estar en posesión. Aunque Albert fue diseñado inicialmente para luchar contra Wolverine, tenía habilidades de lucha limitadas.

## Otras versiones
En Exiles # 85, Timebroker reunió a varios equipos, cada uno lleno de Wolverines, para terminar la reparación de las realidades rotas. El último equipo que reunió consistió en una versión de Albert y Elsie-Dee de la Tierra-50211. La primera misión del equipo fue matar a un malvado Magneto (mujer) que se fusionó con Wolverine, Quicksilver (mujer), Scarlet Warlock (hombre Bruja Escarlata) y Mesmero (mujer) de ese mundo, y ya capturaron (y manipularon) docenas de Wolverines de los equipos anteriores. Cuando llegaron, fueron emboscados inmediatamente y ambos fueron capturados, así como dos de sus compañeros de equipo.

## En otros medios

### Película
- Un personaje llamado X-24 aparece en la película Logan de 2017, interpretado por Hugh Jackman (escenas normales) y Eddie Davenport (acrobacias). Creado por Transigen del Dr. Zander Rice, X-24 fue diseñado para ser una máquina de matar que se parecía a la mejor de Logan, con toda la rabia y ferocidad que Logan tenía pero muy poco autocontrol. X-24 mata a Charles Xavier en la casa de los Munson. Después de matar a Nate Munson y Kathryn Munson también, X-24 hiere críticamente a Will Munson y lucha contra Logan antes de que Will golpee a X-24 con un auto y le dispare en la cabeza, pero Rice inyecta a X-24 con un suero para acelerar su factor de curación. En la frontera canadiense, X-24 lucha contra Logan. Hiere mortalmente a Logan cuyo factor de curación se estaba desacelerando, sin embargo, Laura mata a X-24 disparándole en la cabeza con una bala de adamantium.

### Videojuegos
- Albert apareció en Wolverine: Adamantium Rage.